# Neochanna apoda
Neochanna apoda је зракоперка из реда Salmoniformes и фамилије Galaxiidae. 

## Угроженост
Ова врста се сматра рањивом у погледу угрожености врсте од изумирања.

## Распрострањење
Нови Зеланд је једино познато природно станиште врсте.

## Популациони тренд
Популација ове врсте се смањује, судећи по расположивим подацима.

## Станиште
Станишта врсте су мочварна и плавна подручја и друга слатководна подручја.